# Weinberg Campus

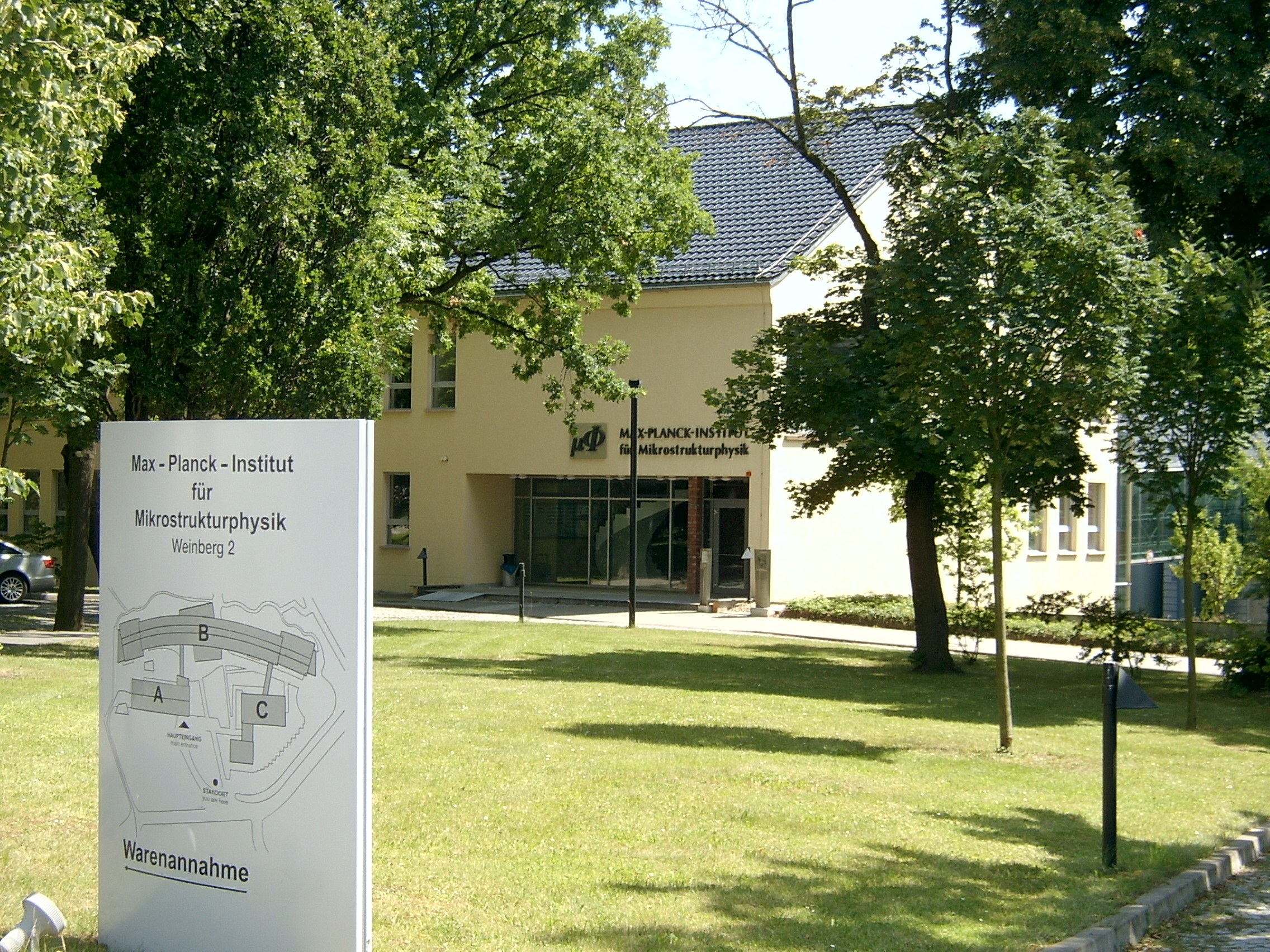
Max-Planck-Institut für Mikrostrukturphysik

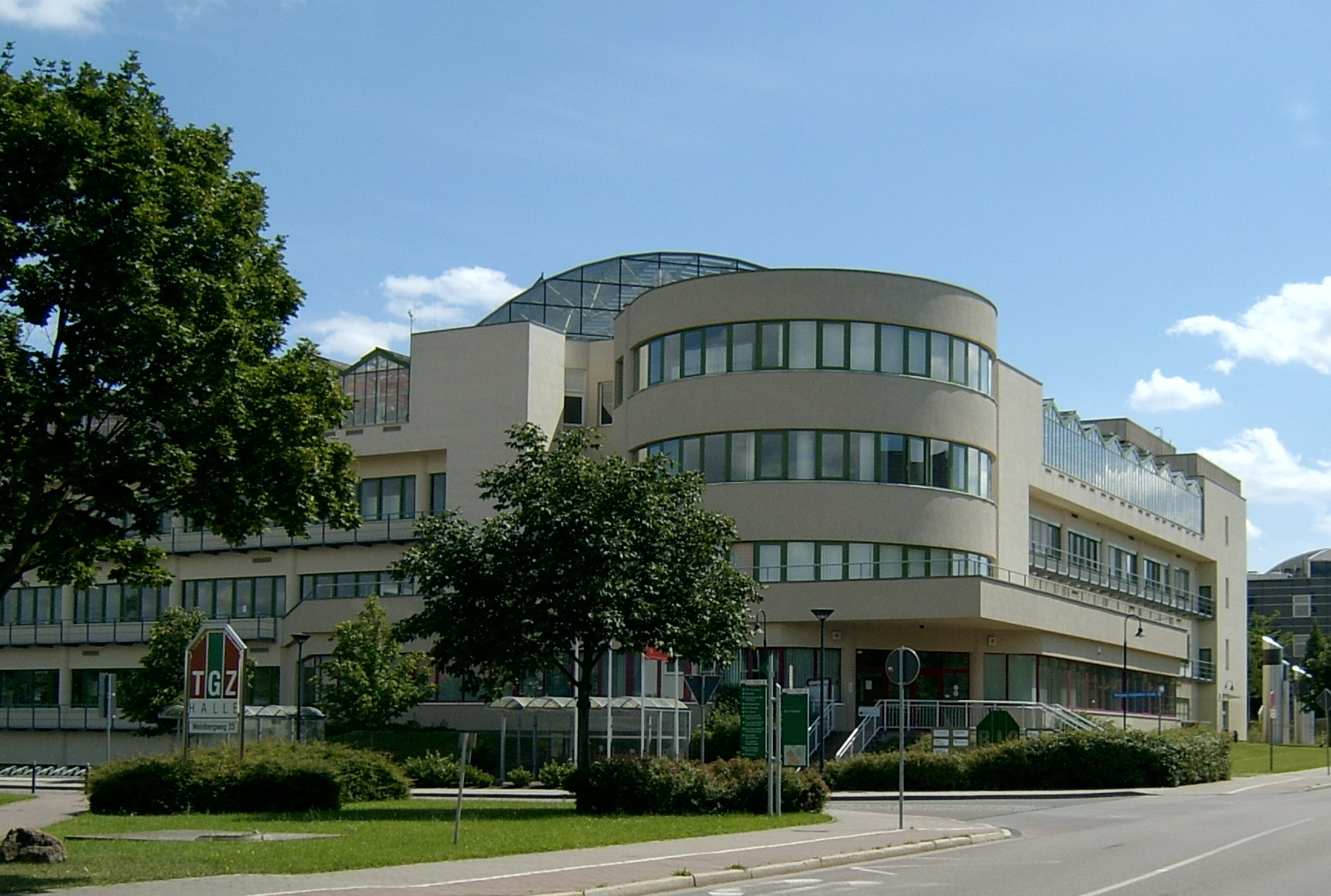
Bio-Zentrum

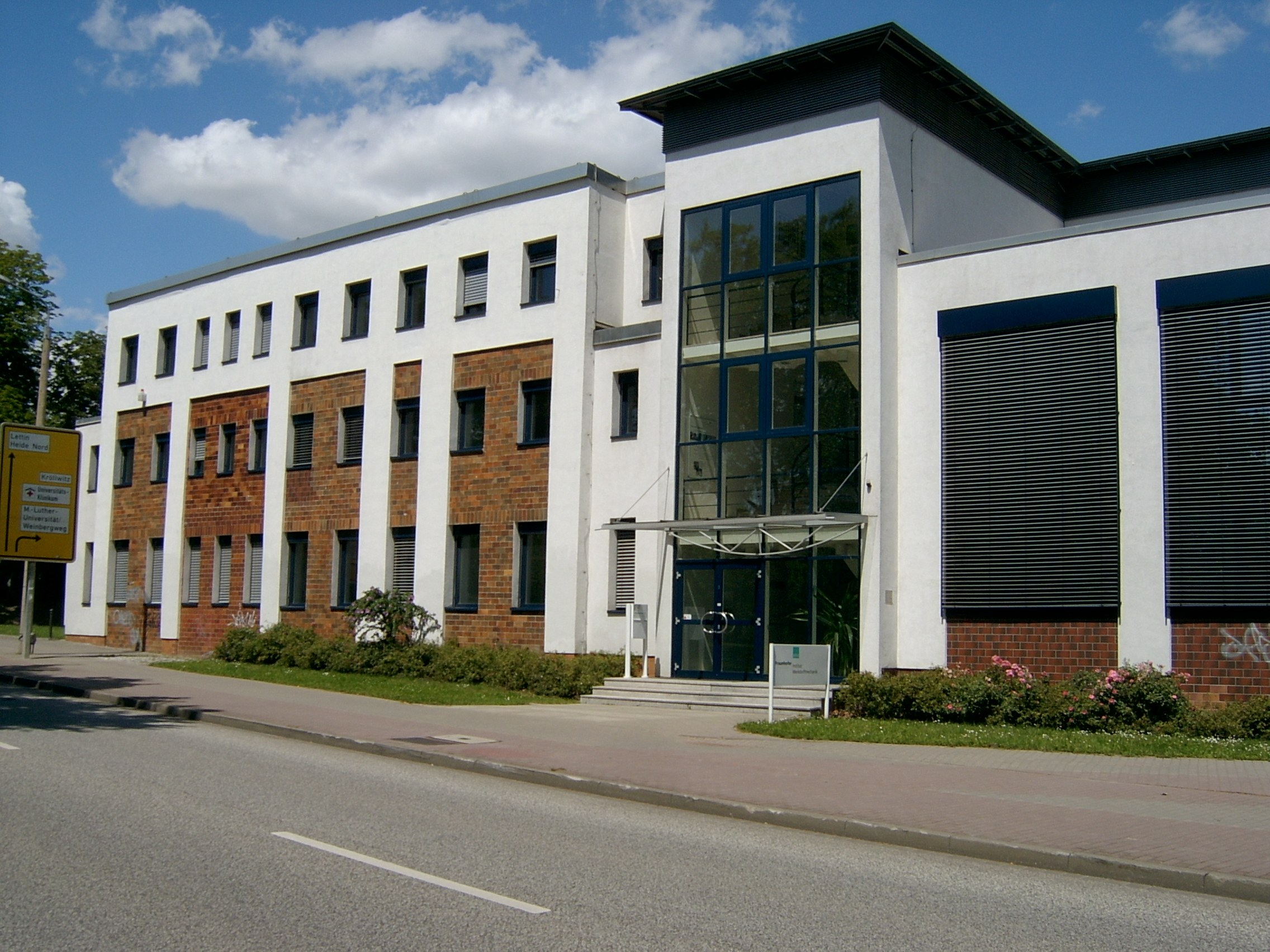
Fraunhofer-Center für Angewandte Mikrostrukturdiagnostik (CAM)

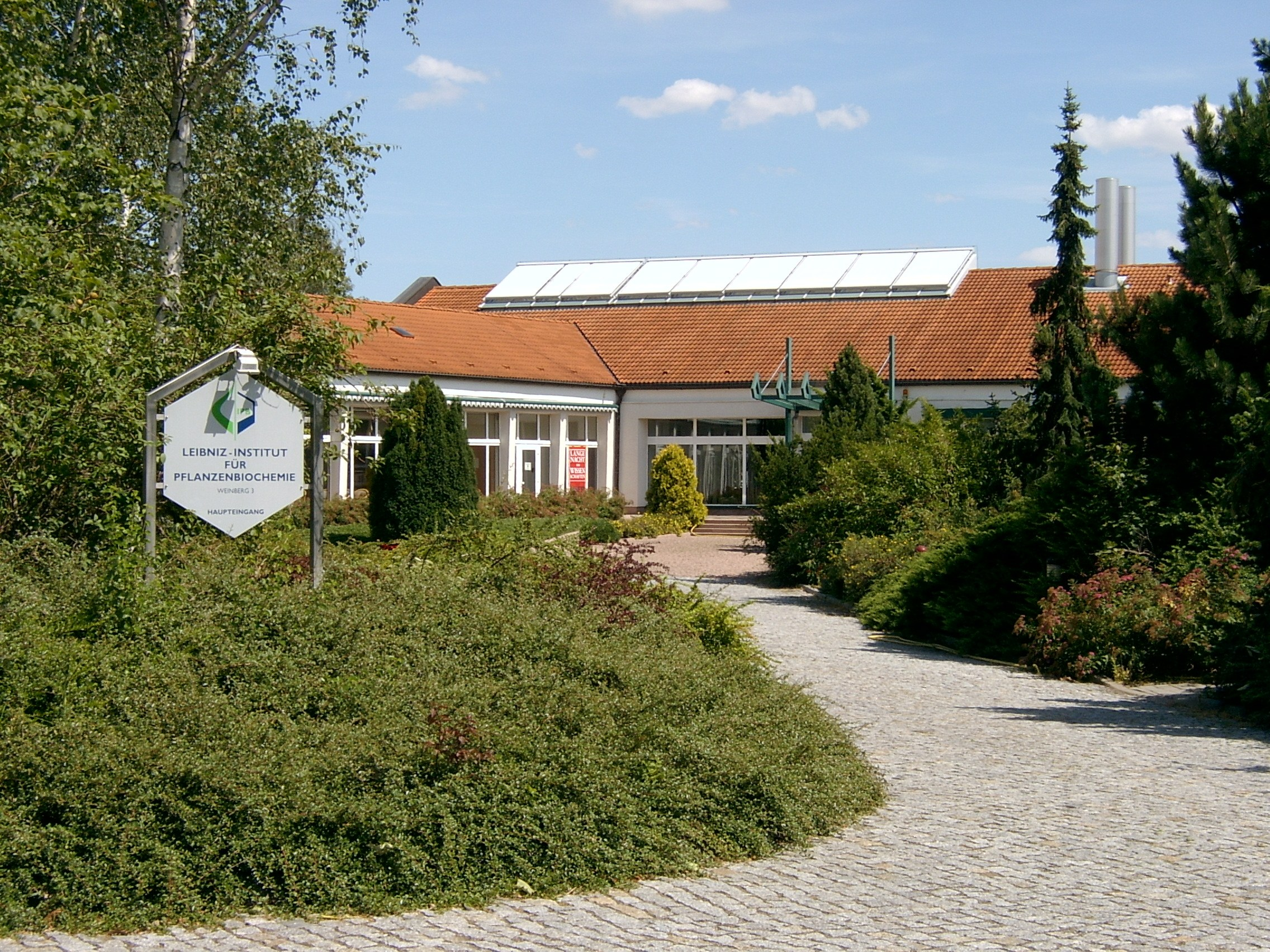
Leibniz-Institut für Pflanzenbiochemie

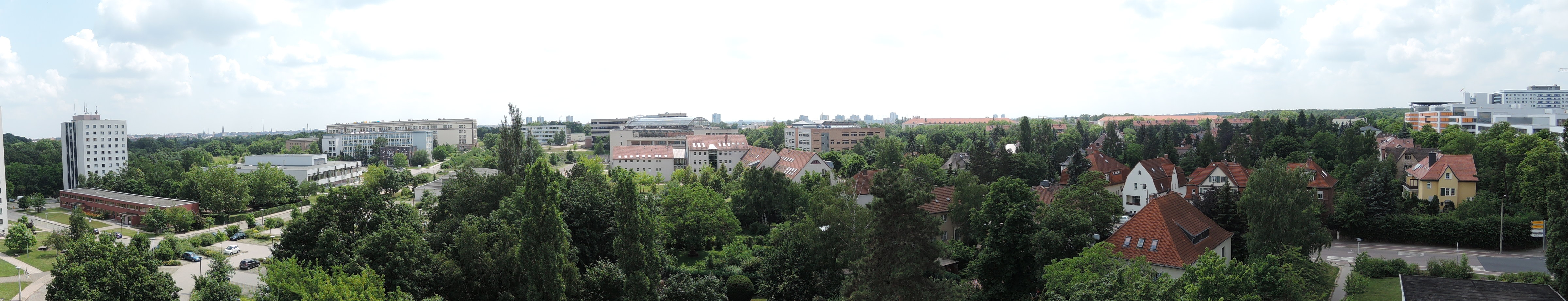
Weinberg Campus – Panorama

Weinberg Campus ist die Bezeichnung eines Wissenschafts-, Forschungs- und Wirtschaftsstandortes in Halle (Saale). Er entwickelte sich seit 1990 auf einem Gebiet zwischen den Stadtteilen Neustadt im Süden, Heide-Süd beziehungsweise Kröllwitz im Norden sowie der Saale im Osten.
Der Weinberg Campus ist neben Berlin-Adlershof der zweitgrößte Wissenschafts- und Technologiepark in Ostdeutschland.
Auf dem Weinberg Campus haben die naturwissenschaftlichen Bereiche der Martin-Luther-Universität Halle-Wittenberg ihre Zentren. Dazu gehören die Institute für Biochemie und Biotechnologie, Pharmazie, Chemie, Physik, Informatik, Mathematik, Geowissenschaften sowie die Agrar- und Ernährungswissenschaften. Weiterhin befindet sich am Campus das Universitätsrechenzentrum und es entsteht hier bis 2016 das Proteinforschungszentrum der Universität.
Die Universität hält darüber hinaus am Weinberg Campus die nachfolgenden Einrichtungen vor:
- Institut für Elektronenmikroskopie und Analytik
- Interdisziplinäres Zentrum für Materialwissenschaften (IZM)
- Landeszentrum für Zell- und Gentherapie Martin-Luther-Universität Halle-Wittenberg
- Zentrum für Angewandte Medizinische und Humanbiologische Forschung (ZAMED)
- Zentrum für Bioverfahrenstechnik
- Zentrum für Ingenieurwissenschaften

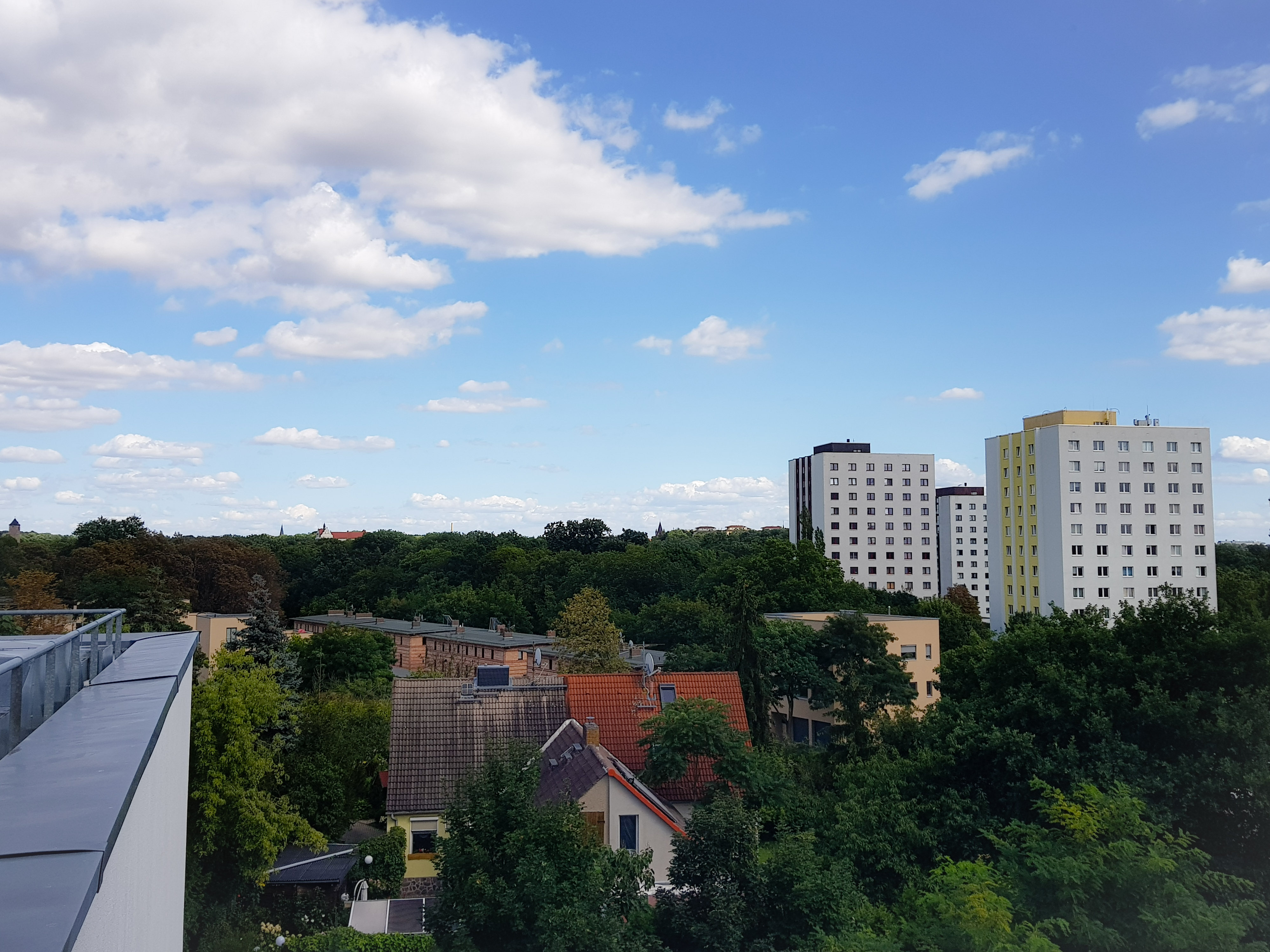
Blick vom Universitätsklinikum Halle auf die Hochhäuser im Norden des Weinberg Campus, die als Studentenwohnheime genutzt werden, im Hintergrund das bewaldete Saaleufer, links das Gestüt Kreuz

Daneben befindet sich am Standort das Universitätsklinikum Halle (Saale), an dem die praktische Ausbildung der Medizinischen Fakultät der Universität erfolgt.
Am Weinberg Campus bestehen einige Forschungseinrichtungen. Dazu gehören:
- Fraunhofer-Institut für Mikrostruktur von Werkstoffen und Systemen (IWMS)
- Fraunhofer-Center für Silizium-Photovoltaik (CSP)
- Helmholtz-Zentrum für Umweltforschung – UFZ
- Leibniz-Institut für Agrarentwicklung in Transformationsökonomien (IAMO)
- Leibniz-Institut für Pflanzenbiochemie (IPB)
- Max-Planck-Institut für Mikrostrukturphysik
- Deutsches Lithium-Institut (ITEL)

Im November 2013 richtete das Fraunhofer-Institut für Zelltherapie und Immunologie (IZI) eine Außenstelle für die Projektgruppe »Molekulare Wirkstoffbiochemie und Therapieentwicklung« am Weinberg Campus ein. 
Bis 2012 befand sich am Weinberg Campus auch die Max-Planck-Forschungsstelle für Enzymologie der Proteinfaltung.
Der Standort wird komplettiert durch das Technologie- und Gründerzentrum Halle (TGZ) und das Bio-Zentrum Halle als Schnittstelle zwischen angewandter Forschung, Entwicklung und Produktion. Träger sind die Technologie- und Gründerzentrum Halle GmbH und die Bio-Zentrum Halle GmbH die an fünf bzw. drei Standorten am Campus über moderne Gebäude, hochwertige Labor- und Forschungseinrichtungen, Produktionsmöglichkeiten und Büroflächen verfügen.
Der „weinberg campus e. V.“ wurde am 5. März 2004 gegründet und verfolgt den Ansatz, die weitere Entwicklung des Wissenschafts- und Wirtschaftsstandort zu fördern, den Standort national und international bekannter zu machen und die Ansiedlung innovativer Unternehmen zu unterstützen.